# Bee Ridge (Florida)
Bee Ridge es un lugar designado por el censo ubicado en el condado de Sarasota en el estado estadounidense de Florida. En el Censo de 2010 tenía una población de 9.598 habitantes y una densidad poblacional de 951,92 personas por km².

## Geografía
Bee Ridge se encuentra ubicado en las coordenadas 27°17′4″N 82°28′23″O / 27.28444, -82.47306. Según la Oficina del Censo de los Estados Unidos, Bee Ridge tiene una superficie total de 10.08 km², de la cual 9.68 km² corresponden a tierra firme y (3.98%) 0.4 km² es agua.

## Demografía
Según el censo de 2010, había 9.598 personas residiendo en Bee Ridge. La densidad de población era de 951,92 hab./km². De los 9.598 habitantes, Bee Ridge estaba compuesto por el 94.51% blancos, el 1.25% eran afroamericanos, el 0.3% eran amerindios, el 1.8% eran asiáticos, el 0% eran isleños del Pacífico, el 0.99% eran de otras razas y el 1.15% pertenecían a dos o más razas. Del total de la población el 5.44% eran hispanos o latinos de cualquier raza.